# Zamek w Bełżycach
Zamek w Bełżycach – zamek wybudowany prawdopodobnie ok. 1416 roku przez Spytka z Tarnowa, który znajdował się w Bełżycach. Rozebrany w 1829 roku.

## Historia
Pierwsza wzmianka w źródłach o Bełżycach pochodzi z 1349 r., natomiast rezydencję obronną (castriolum) Leliwitów-Tarnowskich wymienia dokument z 1416 r. Od 1446 roku należał do Pileckich herbu Leliwa. Wtedy też odbył się w zamku zjazd szlachty, na którym podjęto decyzję o wybraniu Kazimierza Jagiellończyka na króla Polski. W 1648 roku miasto i zamek zniszczyli Kozacy Chmielnickiego. Legenda mówi, że po tym wydarzeniu co noc z piwnic słychać jęki ludzi, którzy wtedy zginęli. W końcu XVI wieku w zamku urządzono szkołę i zbór braci polskich. Na przełomie XVIII i XIX wieku zamek został opuszczony, a w 1829 roku rozebrano umocnienia i wzniesiono browar i gorzelnię. W czasie drugiej wojny światowej (1942 r.) został zaadaptowany na mleczarnię. Od 2017 roku mieści się tam siedziba Fundacji Zamek Bełżyce.

## Architektura
Według opisu zamek był murowany z kamienia i cegły, otynkowany i miał dwie kondygnacje. Posiadał kaplicę, mały skarbiec w baszcie i miał dobudowaną część z drewna z dwoma kominkami. W pobliżu zamku urządzony był ogród włoski z sadzawkami i drewnianą łaźnią. Cały kompleks był otoczony murem i wałem. Obecnie z zamku zachowała się tylko dolna część murów z kolebkowymi sklepieniami.